# Nadia Sàvtxenko
Nadia Víktorivna Sàvtxenko, ucraïnès: Наді́я Ві́кторівна Са́вченко (Kíev, 11 de maig de 1981) és una militar ucraïnesa, tinenta de les Forces Armades d'Ucraïna i cap de llista del partit de Iúlia Timoixenko, la Unió Panucraïnesa "Pàtria", a les eleccions legislatives ucraïneses de 2014. Es tracta de l'única pilot de Sukhoi Su-24 ucraïnesa.
Esdevingué famosa arreu del món al juny del 2014, quan fou capturada per rebels prorussos a l'est d'Ucraïna mentre lluitava amb el Batalló Aidar. Fou transferida il·legalment a Rússia, que la detingué acusant-la d'haver mort dos periodistes russos durant la guerra al Donbàs. Fou reclosa en una clínica psiquiàtrica russa, on començà una vaga de fam per protestar contra les acusacions «falses» de les autoritats russes. A diferència de la Duma i el govern de Rússia, la delegació russa a l'Assemblea Parlamentària del Consell d'Europa ha mostrat el seu «total suport» a l'alliberament de Sàvtenxko.
El 26 d'octubre del 2014 fou elegida diputada a la Rada Suprema d'Ucraïna. El 25 de maig de 2016, Savchencko va ser intercanviada en un intercanvi de presos per oficials russos del Departament Central d'Intel·ligència Yevgeny Yerofeyev i Alexander Alexandrov capturats per Ucraïna.
Després de tornar a Ucraïna, Savchenko va declarar la seva intenció de participar com a candidat a la presidència a les Eleccions presidencials ucraïneses de 2019. No obstant això, va ser arrestada el 22 de març de 2018, acusada de planificar un atac terrorista per enderrocar el govern ucraïnès. Va ser alliberada de la detenció el 15 d'abril de 2019